# آمبودیووآنانتو
آمبودیووآنانتو (به لاتین: Ambodivoananto) یک منطقهٔ مسکونی در ماداگاسکار است که در واتومندری واقع شده‌است. آمبودیووآنانتو ۵٬۵۲۵ نفر جمعیت دارد.